# Lew Temple
Lew Temple (2 de octubre de 1967) es un actor estadounidense de cine y televisión, reconocido por sus papeles de Locus Fender en la película de acción Domino (2005), Cal en el drama Waitress, Axel en la tercera temporada de la serie de televisión The Walking Dead y del secuestrador Terry Vicky en la película de acción y suspenso Kidnap (2017). Antes de dedicarse a la actuación fue jugador de béisbol.

## Filmografía

### Cine
| Año  | Título                                     | Papel                            | Notas        |
| ---- | ------------------------------------------ | -------------------------------- | ------------ |
| 1994 | Angels in the Outfield                     | Jugador de béisbol               |              |
| 1994 | Jason's Lyric                              | Hombre en el autobús             |              |
| 1995 | The Kangaroo                               | Loco                             |              |
| 1997 | The Stalk Exchange                         | Rick Sharpe                      |              |
| 1998 | The Newton Boys                            | Waiter                           |              |
| 1999 | Slipping-Down Life                         | Miembro de la audiencia          |              |
| 2000 | Born to Win                                | Raymond                          |              |
| 2000 | Red Ink                                    | Martin Mueller                   |              |
| 2001 | On the Borderline                          | Web                              |              |
| 2003 | Rolling Kansas                             | Bill                             |              |
| 2003 | Parasite Dolls                             | Caine                            |              |
| 2003 | 21 Grams                                   | Sheriff                          |              |
| 2005 | The Devil's Rejects                        | Adam Banjo                       |              |
| 2005 | Domino                                     | Locus Fender                     |              |
| 2006 | Come Early Morning                         | Hombre                           |              |
| 2006 | The Visitation                             | Tommy Smalls                     |              |
| 2006 | Heavens Fall                               | Wade Wright                      |              |
| 2006 | The Guitar Player's Girlfriend             | Gary                             | Cortometraje |
| 2006 | The Texas Chainsaw Massacre: The Beginning | Sheriff Winston                  |              |
| 2006 | Deja Vu'                                   | Paramédico                       |              |
| 2007 | Waitress                                   | Cal                              |              |
| 2007 | Halloween                                  | Noel Kluggs                      |              |
| 2008 | Trailer Park of Terror                     | Marv                             |              |
| 2008 | House                                      | Pete                             |              |
| 2008 | No Man's Land: The Rise of Reeker          | Autoestopista                    |              |
| 2008 | The Beneficiary                            | Vendedor de armas                | Cortometraje |
| 2009 | Someone's Knocking at the Door             | Tom Collins                      |              |
| 2009 | Otis E.                                    | El cajero                        |              |
| 2009 | Silent Night, Zombie Night                 | Jeffrey Hannigan                 |              |
| 2009 | Happy in the Valley                        | Chris                            |              |
| 2010 | The Killing Jar                            | Lonnie                           |              |
| 2010 | A Gang Land Love Story                     | Ivan                             |              |
| 2010 | Unstoppable                                | Ned Oldham                       |              |
| 2011 | Montana Amazon                             | Trevor                           |              |
| 2011 | Rango                                      | Furgus/Hitch                     |              |
| 2011 | Asparagus                                  | Consejero                        | Cortometraje |
| 2011 | Zombex                                     | Aldous Huxtable                  |              |
| 2011 | We Are Family                              | Norm                             |              |
| 2011 | Cross                                      | Detective Red                    |              |
| 2012 | MoniKa                                     | Lloyd                            |              |
| 2012 | The Preacher's Daughter                    | The Garden                       |              |
| 2012 | Saving Lincoln                             | Montgomery Blair                 |              |
| 2012 | The Unlikely's                             | Ray Ray                          |              |
| 2012 | Lawless                                    | Abshire                          |              |
| 2013 | The Lone Ranger                            | Hollis                           |              |
| 2014 | Wicked Blood                               | Donny Baker                      |              |
| 2014 | Atlas Shrugged Part III: Who Is John Galt? | Ellis Wyatt                      |              |
| 2015 | Desierto                                   | Agente de la patrulla fronteriza |              |
| 2016 | 31                                         | Psycho-Head                      |              |
| 2016 | Shangri-La Suite                           | Sr. X                            |              |
| 2017 | The Endless                                | Tim                              |              |
| 2017 | Kidnap                                     | Terrence "Terry" Vicky           |              |
| 2019 | Érase una vez en Hollywood                 | Land Pirate Lew                  |              |
| 2021 | Spirit Untamed                             | Wrangler/Conductor               | Voz          |
| 2022 | Impuratus                                  | Gabe Proctor                     |              |